# 卡尼奥 (科莫省)
卡尼奥（義大利語：Cagno），曾是意大利科莫省的一个市镇。总面积3.52平方公里，人口2036人，人口密度578.4人/平方公里（2009年）。ISTAT代码为013038。
2019年1月1日，卡尼奥和索尔比亚泰合并为新的索尔比亚泰和卡尼奥市镇。